# Rách phổi
Rách phổi là chấn thương ngực trong đó mô phổi bị rách hoặc bị cắt. Một chấn thương có khả năng nghiêm trọng hơn so với dập phổi, rách phổi liên quan đến sự phá vỡ cấu trúc của phổi, trong khi dập phổi thì không. Rách phổi thường được gây ra bởi chấn thương xuyên thấu nhưng cũng có thể là kết quả của các lực liên quan đến chấn thương cùn như cắt gọt với lực căng. Một khoang chứa đầy máu, không khí hoặc hỗn hợp cả hai có thể hình thành. Chấn thương được chẩn đoán khi có lượng lớn không khí hoặc chất lỏng được tìm thấy trên chụp cắt lớp vi tính vùng ngực. Phẫu thuật có thể được yêu cầu để khâu vết rách, rút máu hoặc thậm chí để loại bỏ các phần bị tổn thương của phổi. Vết thương thường lành nhanh chóng với một vài vấn đề nếu được điều trị đúng cách; tuy nhiên nó có thể liên quan đến sẹo phổi hoặc các biến chứng khác.

## Trình bày

### Biến chứng
Các biến chứng không phổ biến nhưng bao gồm nhiễm trùng, áp xe phổi và lỗ rò phế quản (lỗ rò giữa khoang màng phổi và cây phế quản). Một lỗ rò phế quản có kết quả khi có sự giao tiếp giữa vết rách, phế quản và màng phổi; nó có thể làm cho không khí rò rỉ vào khoang màng phổi mặc dù đặt ống lồng ngực. Việc rách cũng có thể mở rộng, như có thể xảy ra khi chấn thương tạo ra một van cho phép không khí đi vào vết rách, dần dần mở rộng nó. Một biến chứng, thuyên tắc không khí, trong đó không khí xâm nhập vào máu, có khả năng gây tử vong, đặc biệt là khi nó xảy ra ở bên trái tim. Không khí có thể đi vào hệ thống tuần hoàn thông qua một tĩnh mạch bị tổn thương ở ngực bị tổn thương và có thể đi đến bất kỳ cơ quan nào; nó đặc biệt nguy hiểm trong tim hoặc não. Thông khí áp lực dương có thể gây ra tắc mạch phổi bằng cách đẩy không khí ra khỏi phổi bị tổn thương và đi vào các mạch máu.

## Nguyên nhân
Rách phổi là kết quả phổ biến của chấn thương xuyên thấu nhưng cũng có thể do chấn thương cùn; gãy xương sườn có thể làm thủng phổi, hoặc mô có thể bị rách do lực cắt  phát từ tốc độ tăng tốc hoặc giảm tốc khác nhau của các mô khác nhau của phổi. Nén ngực dữ dội có thể gây ra vết rách bằng cách vỡ hoặc cắt mô phổi. Rách phổi có thể là kết quả của các lực cùn và thâm nhập xảy ra trong cùng một chấn thương và có thể liên quan đến nhiễm trùng phổi. Sự bong tróc của mô phổi cũng có thể xảy ra bằng cách nén phế nang vào xương sườn hoặc cột sống. Cũng như các bệnh truyền nhiễm, rách phổi thường xảy ra gần các cấu trúc rắn trong ngực như xương sườn. Rách phổi bị nghi ngờ khi có gãy xương sườn.